# Macromidia asahinai
Macromidia asahinai är en trollsländeart som beskrevs av Maurits Anne Lieftinck 1971. Macromidia asahinai ingår i släktet Macromidia och familjen skimmertrollsländor. Inga underarter finns listade i Catalogue of Life.